# Changement (parti politique)
Changement (en espagnol : Cambio) est un parti politique guatémaltèque.

## Histoire
Changement est fondé en 2020, son chef et fondateur est Carlos Pineda, un homme d'affaires du département d'Izabal. Le 1er juillet 2022, le Tribunal électoral suprême enregistre le parti politique.
Jorge Eduardo et Manuel Antonio Baldizón, fils de l'ancien candidat présidentiel Manuel Baldizón, sont membres du parti politique.
Le candidat présidentiel désigné du parti, Carlos Pineda, annonce sa démission du parti à travers les réseaux sociaux en janvier 2023. Quelques jours auparavant, Pineda sous-entendais qu'il quitterait le parti politique si Manuel Baldizón influence directement le groupe politique.

## Résultats électoraux

### Élections présidentielles
| Année | Candidats       | Candidats           | Premier tour | Premier tour | Second tour | Second tour | Position | Statut  |
| Année | Président       | Vice-président      | Voix         | %            | Voix        | %           | Position | Statut  |
| ----- | --------------- | ------------------- | ------------ | ------------ | ----------- | ----------- | -------- | ------- |
| 2023  | Álvaro Trujillo | Miguel Ángel Ibarra | 17 550       | 0,42         |             |             | 21e      | Non élu |

### Élections législatives
| Année | Liste nationale | Liste nationale | Districts | Districts | Sièges  | +/- |
| Année | Voix            | %               | Voix      | %         | Sièges  | +/- |
| ----- | --------------- | --------------- | --------- | --------- | ------- | --- |
| 2023  | 52 754          | 1,26            | 87 821    | 1,96      | 1 / 158 | Nv  |